# Maison Émile Janson
La Maison Émile Janson est un bâtiment de style moderniste édifié par l'architecte Jacques Obozinski à Bruxelles en Belgique.

## Localisation
La Maison Émile Janson est située au numéro 56 de l'avenue Franklin Roosevelt,, dans ce qu'il est convenu d'appeler l'extension sud de Bruxelles-ville, près du campus du Solbosch de l'Université libre de Bruxelles, de la Maison Blomme, de la Maison Cohen, de la Maison Henoul et de la Maison Julius Hoste.

## Historique
La maison est édifiée en 1928 le long de l'avenue des Nations (artère qui sera rebaptisée en avenue Franklin Roosevelt en 1945 juste après la victoire des Alliés) en style moderniste pour l'avocat Émile Janson par Jacques Obozinski,, un architecte qui fait partie du classicisme moderniste belge aux côtés de Henry Van de Velde et Stanislas Jasinski.
Elle abrite jusqu'en 2010 le siège de la Fédération internationale du sport universitaire,.

## Statut patrimonial
L'édifice ne fait pas l'objet d'un classement au titre des monuments historiques mais il figure à l'Inventaire du patrimoine architectural de la Région de Bruxelles-Capitale sous la référence 16134.

## Architecture
D'un style moderniste élégant, ce bâtiment à toit plat présente une façade en simili-pierre enduite et peinte en blanc dont la composition sobre a été « malheureusement perturbée par la pose d'un sigle et d'un porte-drapeau dans l'axe de symétrie, le remplacement des châssis et la transformation d'une porte de garage en fenêtre ».
La façade présente deux travées égales et compte quatre niveaux.
Au rez-de-chaussée, la façade est percée dans l'axe d'un porche qui abrite la porte et une fenêtre. Ce porche était flanqué initialement d'une fenêtre à droite et d'une entrée de garage à gauche, mais cette dernière a été remplacée par une fenêtre.
Le premier étage est percé de deux grandes fenêtres rectangulaires, tandis que le deuxième étage est percé de cinq petites fenêtres.
Le dernier niveau est en retrait et précédé d'une terrasse.